# Кевін Макгейл (баскетболіст)
Кевін Едвард Макгейл (англ. Kevin Edward McHale, нар. 19 грудня 1957, Гіббінг, Міннесота, США) — американський професіональний баскетболіст, що грав на позиції важкого форварда за команду НБА «Бостон Селтікс», яка навіки закріпила за ним ігровий №32. Гравець національної збірної США, триразовий чемпіон НБА. Вважається одним з найкращих важких форвардів у історії НБА. Згодом — баскетбольний тренер, коментатор та генеральний менеджер.
1999 року введений до Баскетбольної Зали слави (як гравець). 1996 року був названим одним з 50 найвизначніших гравців в історії НБА.

## Ігрова кар'єра

### Ранні роки
Починав грати у баскетбол у команді Гіббінзької старшої школи (Гіббінг, Міннесота). Допоміг команді дійти до фіналу чемпіонату Міннесоти. На університетському рівні грав за команду Міннесота (1976–1980). Перебуває на другому місці в історії закладу за набраними очками (1704) і підбираннями (950).

### Шостий номер
1980 року був обраний у першому раунді драфту НБА під загальним 3-м номером командою «Бостон Селтікс». Захищав кольори команди з Бостона протягом усієї історії виступів у НБА, яка налічувала 13 сезонів. У своєму дебютному сезоні замінював Ларрі Берда та Седріка Максвелла та був включений до першої збірної новачків НБА. Бостон закінчив сезон з рекордом 62-20 та пройшов до плей-оф, де легко дійшов до фіналу Східної конференції. Там зустрівся з «Філадельфією», де програвав серію 1-3, але вирвав перемогу, вигравши заключні три гри. У шостій грі серії Макгейл на останніх секундах матчу заблокував кидок Ендрю Тоні та зробив вирішальне підбирання. У фіналі НБА «Бостон» обіграв «Х'юстон» у серії з шести ігор та виграв своє чотирнадцяте чемпіонство та перший титул для Макгейла.
1984 року за підсумками регулярного сезону отримав нагороду Найкращого шостого гравця НБА. Разом з командою дійшов до фіналу НБА, де Бостон обіграв «Лос-Анджелес Лейкерс» та знову виграв чемпіонат НБА. У фінальній серії окрім ефективної гри, Макгейл також відзначився і грубою грою проти Керта Рембіса.
3 березня 1985 року Макгейл у матчі проти «Детройт Пістонс» набрав 56 очок, що стало рекордом франшизи. Щоправда, через дев'ять днів цей рекорд був побитий Ларрі Бердом, який набрав 60 очок. «Бостон» знову дійшов до фіналу НБА та вкотре зустрівся з «Лейкерс». Попри вдалу гру Макгейла, який у фінальній серії набирав 26 очок та 10,7 підбирання, чемпіоном цього разу стала команда з Лос-Анджелеса.

### Повноцінний гравець стартового складу

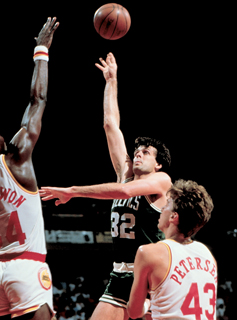
Макгейл виконує кидок через Хакіма Оладжувона та Джима Пітерсена під час фіналу НБА 1986.

У вересні 1985 року «Бостон» придбав колишнього найціннішого гравця ліги Білла Волтона, обмінявши Седріка Максвелла до «Лос-Анджелес Кліпперс». Таким чином позиція четвертого номера стала вільною для Макгейла. Протягом сезону він набрав 21,3 очка за гру та допоміг команді здобути 67 перемог при 15 поразках, що стало новим рекордом НБА. 30 грудня 1985 року встановив свій особистий рекорд з кількості підбирань за матч, зробивши таких 18. У плей-оф команда легко пройшла «Чикаго», «Атланту» та «Мілвокі» та у шести матчах обіграла у фіналі НБА «Х'юстон». Цю чемпіонську команду «Бостона» вважають однією з найкращих команд в історії НБА.
Сезон 1986-1987 виявився найкращим у кар'єрі Макгейла, коли він набирав 26,1 очка та 9,9 підбирання. Він також став першим гравцем, який забив понад 60% кидків (60,4%) та понад 80% штрафних кидків (83,6%) в одному сезоні та зайняв четверту сходинку в голосуванні за найціннішого гравця НБА, поступившись Меджику Джонсону, Майклу Джордану та одноклубнику Ларрі Берду. «Бостон» своєю чергою знову дійшов до фіналу НБА, де цього разу поступився «Лейкерс». 
3 квітня 1988 року в матчі проти «Даллас Маверікс» зробив 10 підбирань, що стало його особистим рекордом. «Бостон» вп'яте поспіль дійшов до фіналу Східної конференції, де програв серію «Детройту». Після цього головний тренер команди Кей Сі Джонс подав у відставку, а «Селтікс» епохи Періша, Берда та Макгейла більше ніколи не проходила етап півфіналу конференції.

### Травма та спад
У сезоні 1988-1989 з травмою Берда, «Селтікс» спромоглись на 42 перемоги у сезоні, що дозволило їм бути лише восьмими сіяними. У першому раунді команда зустрілась з «Детройтом», який і пройшов далі. 
Сезон 1989-1990 став останнім, коли Макгейл провів всі матчі без травм. Проте протягом чемпіонату втратив місце в стартовому складі, але потім його повернув. Хоча це не допомогло команді, яка вилетіла в першому ж раунді плей-оф від «Нью-Йорк Нікс». 
У міжсезоння Макгейл ледь не оголосив про завершення кар'єри після того, як йому вчергове прооперували правий гомілкостоп. У сезоні 1990-1991 через травми пропустив 14 матчів, проте «Бостон» пробився до плей-оф. В першому раунді він пройшов «Індіану», проте в другому вилетів від «Детройта». 
Наступного року Макгейл зіграв у 56 матчах сезону, а в сезоні 1992-1993 — у 71. З хворою спиною та перенесеними операціями на суглобах ніг він набирав 10,7 очка за гру. У плей-оф «Бостон» зустрівся з «Шарлотт Горнетс», а Макгейл розцвів, набираючи 19,6 очка за гру. Але це не допомогло команді, яка вилетіла з розіграшу.

## Статистика виступів в НБА
| † | Позначає сезон, в якому Кевін Макгейл ставав чемпіоном НБА |
| * | Лідер ліги                                                 |

### Регулярний сезон
| Сезон              | Команда            | GP  | GS  | MPG  | FG%   | 3P%  | FT%  | RPG | APG | SPG | BPG | PPG  |
| ------------------ | ------------------ | --- | --- | ---- | ----- | ---- | ---- | --- | --- | --- | --- | ---- |
| 1980–81†           | «Бостон Селтікс»   | 82  | 1   | 20.1 | .533  | .000 | .679 | 4.4 | 0.7 | 0.3 | 1.8 | 10.0 |
| 1981–82            | «Бостон Селтікс»   | 82  | 33  | 28.4 | .531  | .000 | .754 | 6.8 | 1.1 | 0.4 | 2.3 | 13.6 |
| 1982–83            | «Бостон Селтікс»   | 82  | 13  | 28.6 | .541  | .000 | .717 | 6.7 | 1.3 | 0.4 | 2.3 | 14.1 |
| 1983–84†           | «Бостон Селтікс»   | 82  | 10  | 31.4 | .556  | .333 | .765 | 7.4 | 1.3 | 0.3 | 1.5 | 18.4 |
| 1984–85            | «Бостон Селтікс»   | 79  | 31  | 33.6 | .570  | .000 | .760 | 9.0 | 1.8 | 0.4 | 1.5 | 19.8 |
| 1985–86†           | «Бостон Селтікс»   | 68  | 62  | 35.3 | .574  | .000 | .776 | 8.1 | 2.7 | 0.4 | 2.8 | 21.3 |
| 1986–87            | «Бостон Селтікс»   | 77  | 77  | 39.7 | .604* | .000 | .836 | 9.9 | 2.6 | 0.5 | 2.2 | 26.1 |
| 1987–88            | «Бостон Селтікс»   | 64  | 63  | 37.3 | .604* | .000 | .797 | 8.4 | 2.7 | 0.4 | 1.4 | 22.6 |
| 1988–89            | «Бостон Селтікс»   | 78  | 74  | 36.9 | .546  | .000 | .818 | 8.2 | 2.2 | 0.3 | 1.2 | 22.5 |
| 1989–90            | «Бостон Селтікс»   | 82  | 25  | 33.2 | .549  | .333 | .893 | 8.3 | 2.1 | 0.4 | 1.9 | 20.9 |
| 1990–91            | «Бостон Селтікс»   | 68  | 10  | 30.4 | .553  | .405 | .829 | 7.1 | 1.9 | 0.4 | 2.1 | 18.4 |
| 1991–92            | «Бостон Селтікс»   | 56  | 1   | 30.4 | .509  | .000 | .822 | 5.9 | 1.5 | 0.2 | 1.1 | 13.9 |
| 1992–93            | «Бостон Селтікс»   | 71  | 0   | 30.4 | .459  | .111 | .841 | 5.0 | 1.0 | 0.2 | 0.8 | 10.7 |
| Усього за кар'єру  | Усього за кар'єру  | 971 | 400 | 31.0 | .554  | .261 | .798 | 7.3 | 1.7 | 0.4 | 1.7 | 17.9 |
| В іграх усіх зірок | В іграх усіх зірок | 7   | 0   | 17.9 | .500  | .500 | .857 | 5.3 | 1.1 | 0.1 | 1.7 | 8.7  |

### Плей-оф
| Сезон             | Команда           | GP  | GS | MPG  | FG%  | 3P%   | FT%  | RPG | APG | SPG | BPG | PPG  |
| ----------------- | ----------------- | --- | -- | ---- | ---- | ----- | ---- | --- | --- | --- | --- | ---- |
| 1981†             | «Бостон Селтікс»  | 17  | 0  | 17.4 | .540 | .000  | .639 | 3.5 | 0.8 | 0.2 | 1.5 | 8.5  |
| 1982              | «Бостон Селтікс»  | 12  | 0  | 28.7 | .575 | .000  | .755 | 7.1 | 0.9 | 0.4 | 2.3 | 16.2 |
| 1983              | «Бостон Селтікс»  | 7   | 1  | 25.3 | .548 | .000  | .556 | 6.0 | 0.7 | 0.4 | 1.0 | 11.1 |
| 1984†             | «Бостон Селтікс»  | 23  | 0  | 30.5 | .504 | .000  | .777 | 6.2 | 1.2 | 0.1 | 1.5 | 14.8 |
| 1985              | «Бостон Селтікс»  | 21  | 21 | 39.9 | .568 | .000  | .807 | 9.9 | 1.5 | 0.6 | 2.2 | 22.1 |
| 1986†             | «Бостон Селтікс»  | 18  | 18 | 39.7 | .579 | .000  | .794 | 8.6 | 2.7 | 0.4 | 2.4 | 24.9 |
| 1987              | «Бостон Селтікс»  | 21  | 19 | 39.4 | .584 | .000  | .762 | 9.2 | 1.9 | 0.3 | 1.4 | 21.1 |
| 1988              | «Бостон Селтікс»  | 17  | 17 | 42.1 | .603 | 1.000 | .839 | 8.0 | 2.4 | 0.4 | 1.8 | 25.4 |
| 1989              | «Бостон Селтікс»  | 3   | 3  | 38.3 | .488 | .000  | .739 | 8.0 | 3.0 | 0.3 | 0.7 | 19.0 |
| 1990              | «Бостон Селтікс»  | 5   | 5  | 38.4 | .609 | .333  | .862 | 7.8 | 2.6 | 0.4 | 2.0 | 22.0 |
| 1991              | «Бостон Селтікс»  | 11  | 1  | 34.2 | .527 | .545  | .825 | 3.5 | 1.8 | 0.5 | 1.3 | 20.7 |
| 1992              | «Бостон Селтікс»  | 10  | 0  | 30.6 | .516 | .000  | .795 | 7.1 | 1.3 | 0.5 | 0.5 | 16.5 |
| 1993              | «Бостон Селтікс»  | 4   | 0  | 28.3 | .582 | .000  | .857 | 7.1 | 0.8 | 0.5 | 1.8 | 19.0 |
| Усього за кар'єру | Усього за кар'єру | 169 | 85 | 33.8 | .561 | .381  | .788 | 7.4 | 1.6 | 0.4 | 1.7 | 18.8 |

## Післяігрова кар'єра

### Робота у фронт-офісі
Після завершення ігрової кар'єри приєднався до структури клубу «Міннесота Тімбервулвз» як спортивний коментатор та «спеціальний консультант». Влітку 1994 року власник клубу Глен Тейлор підвищив Макгейла до посади помічника Генерального менеджера, хоча він і надалі продовжував коментувати матчі. 1995 року його підвищили до посади Віце-президента з баскетбольних операцій. Одним з його перших трансферів став Фліп Сондерс, як новий головний тренер команди.
Перед початком наступного сезону на драфті НБА Макгейл обрав форварда зі школи Кевіна Гарнетта під п'ятим загальним номером. Згодом Гарнетт став обличчям франшизи та одним з найкращих гравців ліги, хоча з ним команда лише одного разу пробилася до плей-оф.
Саме під час управління клубом Макгейлом, «Міннесота» потрапила у скандал та була покарана лігою за підписання таємної угоди з Джо Смітом, щоб уникнути обмеження стелі зарплат. 
12 лютого 2005 року «Міннесота» звільнила Сондерса, тому Макгейл очолив команду до кінця сезону 2004-2005. «Тімбервулвз» видали статистику 19–12, але Макгейл не мав зацікавленості у продовженні кар'єри тренера, тому найняв на цю посаду Двейна Кейсі. У сезоні 2006-2007 через незадовільні результати звільнив Кейсі та призначив Ренді Віттмена. 2007 року обміняв Гарнетта до «Бостона».

### Тренерська робота

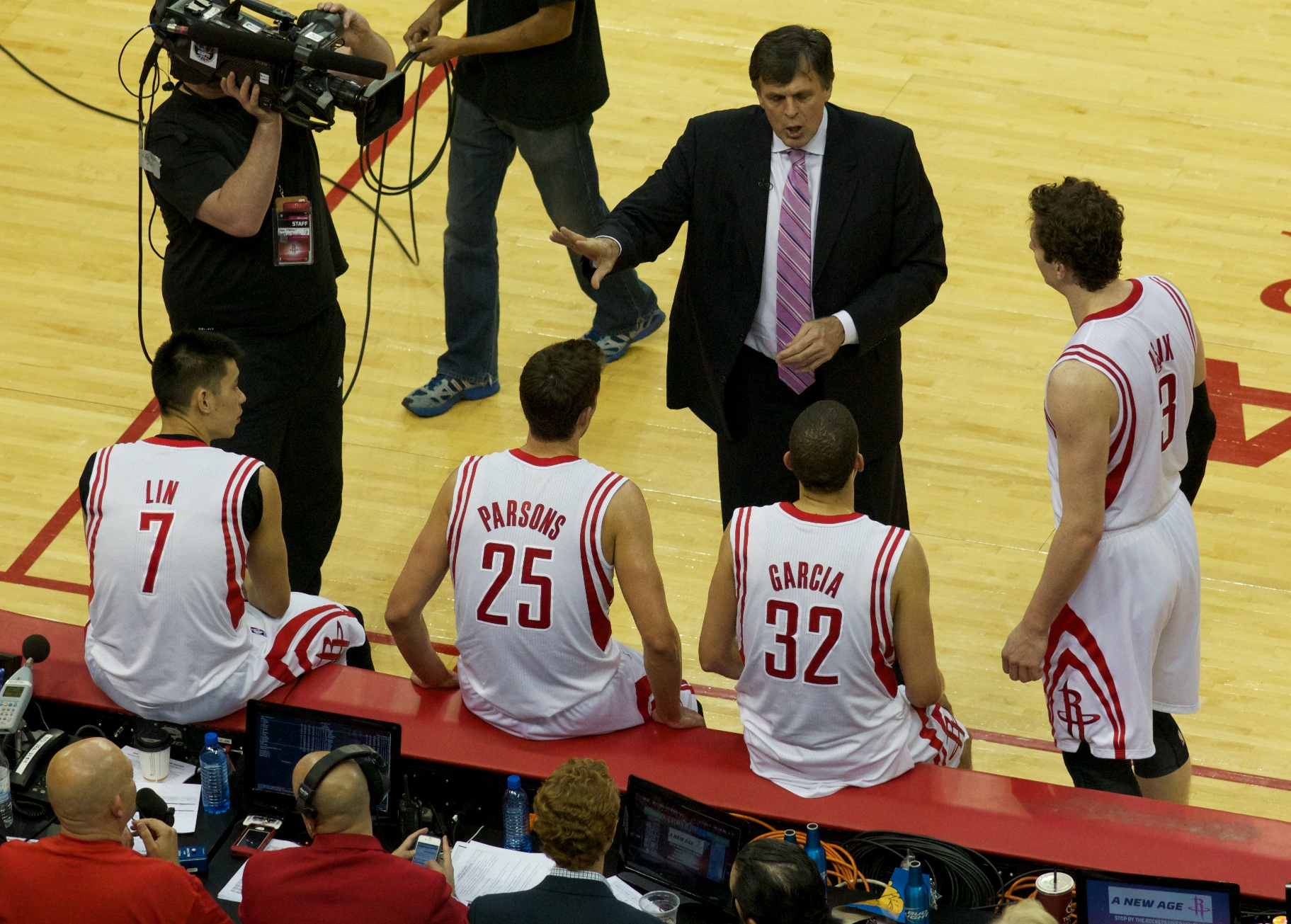
Макгейл, Джеремі Лін, Чендлер Парсонс, Франсиско Гарсія та Омер Ашик під час матчу плей-оф, 2013

2004 року розпочав тренерську кар'єру, ставши головним тренером команди «Міннесота Тімбервулвз», в якій пропрацював половину сезону. У грудні 2008 року залишив посаду Віце-президента та вдруге очолив «Міннесоту», цього разу плануючи тренувати довше. Проте в червні 2009 року він оголосив, що не планує більше очолювати команду.
Останнім місцем тренерської роботи була команда «Х'юстон Рокетс», головним тренером якої Кевін Макгейл був з 2011 по 2015 рік. 2015 року вивів команду до фіналу Західної конференції. Але у листопаді 2015 року після невдалого старту сезону зі статистикою 4-7 його було звільнено.

### Робота на телебаченні
Протягом сезону 2009-2010 почав роботу коментатором на TNT та NBA TV. Також разом з Ерні Джонсоном, Крісом Веббером та Грегом Ентоні був частиною програми «Fan Night» на NBA TV.

## Особисте життя
З 1982 року одружений з Лінн Макгейл. У подружжя було п'ятеро дітей: Крістін, Майкл, Джозеф, Александра та Томас. 2012 року Александра померла від лупуса у віці 23 років.
Макгейл ірландського та хорватського походження.

## Тренерська статистика
| Команда                 | Сезон   | G   | W   | L   | W–L% | Місце                    | PG | PW | PL | PW–L% | Результат                    |
| ----------------------- | ------- | --- | --- | --- | ---- | ------------------------ | -- | -- | -- | ----- | ---------------------------- |
| «Міннесота Тімбервулвз» | 2004–05 | 31  | 19  | 12  | .613 | 3-є в Північно-Західному | —  | —  | —  | —     | не вийшли до плей-оф         |
| «Міннесота Тімбервулвз» | 2008–09 | 63  | 20  | 43  | .317 | 4-е в Північно-Західному | —  | —  | —  | —     | не вийшли до плей-оф         |
| «Х'юстон Рокетс»        | 2011–12 | 66  | 34  | 32  | .515 | 4-е в Південно-Західному | —  | —  | —  | —     | не вийшли до плей-оф         |
| «Х'юстон Рокетс»        | 2012–13 | 82  | 45  | 37  | .549 | 3-є в Південно-Західному | 6  | 2  | 4  | .333  | Програш у Першому раунді     |
| «Х'юстон Рокетс»        | 2013–14 | 82  | 54  | 28  | .659 | 2-е в Південно-Західному | 6  | 2  | 4  | .333  | Програш у Першому раунді     |
| «Х'юстон Рокетс»        | 2014–15 | 82  | 56  | 26  | .683 | 1-е в Південно-Західному | 17 | 9  | 8  | .529  | Програш у фіналі Конференції |
| «Х'юстон Рокетс»        | 2015–16 | 11  | 4   | 7   | .364 | (звільнений)             | —  | —  | —  | —     |                              |
| Усього                  |         | 417 | 232 | 185 | .556 |                          | 29 | 13 | 16 | .448  |                              |